# خلية حمضية

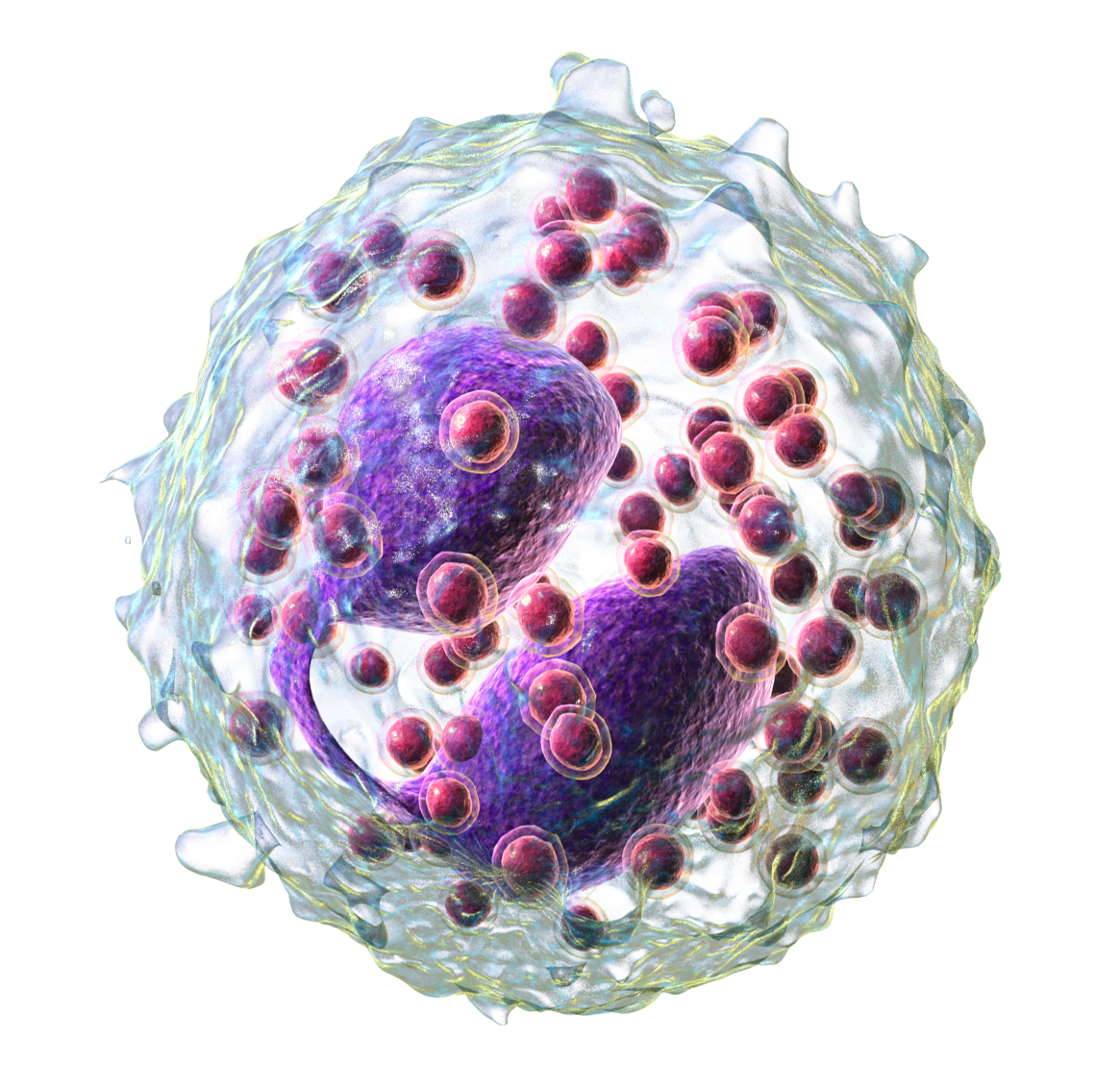
شكل الخلية الحمضية

الخلايا الحمضية أو اليوزينيات أو أقل شيوعًا الحَمِضات (بالإنجليزية: Eosinophil) أحد أنواع كريات الدم البيضاء وأحد مكونات جهاز المناعة تشكل نسبة 2-4 % من كريات الدم البيضاء و تكون نواتها على شكل فصين صغيرين وتحتوي على حبيبات لذلك فهي تصنف من ضمن خلايا الدم البيضاء ذات الحبيبات (المحببة) و يبرز دورها الدفاعي عند الإصابة بالطفيليات. تسيطر مع الخلايا البدينة والخلايا القاعدية على الآليات المرتبطة بالحساسية والربو فلها دور في إحداث تفاعلات الحساسية. وهي حببيبات تتطور خلال تكوُّن الدم في نخاع العظام قبل الهجرة إلى الدم.
هذه الخلايا حمضية أو «محبة للحمض» كما يتضح من تقاربها الكيميائي مع صبغات قطران الفحم: تكون عادةً شفافة وتظهر باللون الأحمر الطوبي عند صبغها باليوزين. يتركز التصبغ في حبيبات صغيرة داخل السيتوبلازم الخلوي، تحتوي على العديد من الوسائط الكيميائية مثل الهستامين والبروتينات مثل بيروكسيداز الحمضات وريبونوكلياز (RNase) وديوكسي ريبونيوكلياز (DNase) وليباز وبلازمينوجين والبروتين الأساسي الرئيسي. تتحرر هذه الوسائط من خلال عملية تسمى زوال الحبيبات بعد تفعيل الحمضات، وهي سامة لكل من الطفيلي والأنسجة المضيفة.
في الأصِحَّاء، تشكل الحمضات حوالي 1-6٪ من خلايا الدم البيضاء، وحجمها حوالي 12-17 ميكرومتر. تتواجد في النخاع والتقاء قشرة ونخاع الغدة الصعترية، وفي الجهاز الهضمي السفلي والمبيض والرحم والطحال والعقد اللمفاوية، ولكن لا توجد في الرئة والجلد والمريء في الظروف العادية. ويرتبط وجود الحمضات في هذه الأعضاء بالمرض. تستمر الحمضات في الدورة الدموية لمدة 8-12 ساعة، ويمكنها البقاء على قيد الحياة في الأنسجة لمدة 8-12 أيام إضافية في غياب التحفيز. أوضح العمل الرائد في الثمانينات أن الحمضات هي حبيبات فريدة من نوعها، لديها القدرة على البقاء على قيد الحياة لفترات طويلة من الزمن بعد نضوجها في الجسم الحي.

## النمو والهجرة والتنشيط
تتطور الحمضات وتنمو في نخاع العظام. وتتميز عن الخلايا الأم النخاعية باستجابتها للسيتوكينات؛ إنترلوكين 3 (IL-3) وإنترلوكين 5 (IL-5) والعامل المحفز لمستعمرات البلاعم والحبيبات (GM-CSF).
تُنتِج الحمضات وتُخزِّن العديد من البروتينات الحبيبية الثانوية قبل خروجها من نخاع العظام. بعد النضج، تنتشر الحمضات في الدم وتهاجر إلى المواقع الالتهابية في الأنسجة، أو إلى مواقع العدوى بالديدان الطفيلية استجابةً للكيموكينات وبعض الليوكوترين. في هذه المواقع المعدية، يتم تنشيط الحمضات بواسطة السيتوكينات من النوع 2 المُنتَجَة من مجموعة فرعية معينة من الخلايا التائية المساعدة (TH2).

## الوظيفة
بعد التنشيط، تشمل وظائف الحمضات المؤثرة إنتاج كلٍ من:
- البروتينات الحبيبية الموجبة وإطلاقها عن طريق عملية زوال الحبيبات[10][11][12]
- أنواع الأكسجين التفاعلية مثل هيبروبروميت والفائق والبيروكسيد[13]
- وسطاء الدهن مثل إيكوزانوات من الليوكوترين (على سبيل المثال، LTC4، LTD4، LTE4) وعائلات البروستاغلاندين (على سبيل المثال، PGE2)[14]
- الإنزيمات، مثل الإيلاستاز.
- عوامل النمو مثل عامل نمو الأنسجة بيتا وعامل النمو المشتق من الصفيحات[15][16]
- السيتوكينات مثل إنترلوكين1 وإنترلوكين2 وعامل نخر الورم ألفا

وبالإضافة إلى ذلك،
هناك أيضًا الحمضات التي تلعب دورًا في مكافحة الالتهابات الفيروسية وهو واضح من وفرة RNases داخل حبيباتها، وفي إزالة الفيبرين أثناء الالتهاب. تكافح الحمضات استعمار الديدان وقد تكون مرتفعة قليلا في وجود بعض الطفيليات. وتشارك أيضًا في العديد من العمليات البيولوجية الأخرى مثل تطوير الغدة الثديية في مرحلة ما بعد البلوغ ودورة الوَدَق ورفض الطعم الخيفي والأورام. كما أنها تساعد في عرض المستضد للخلايا التائية.
ويعتبر تراكم الحمضات في الغشاء المخاطي للأنف سمة رئيسية لتشخيص التهاب الأنف التحسسي (الحساسية الأنفية).

## بروتينات الحبيبات

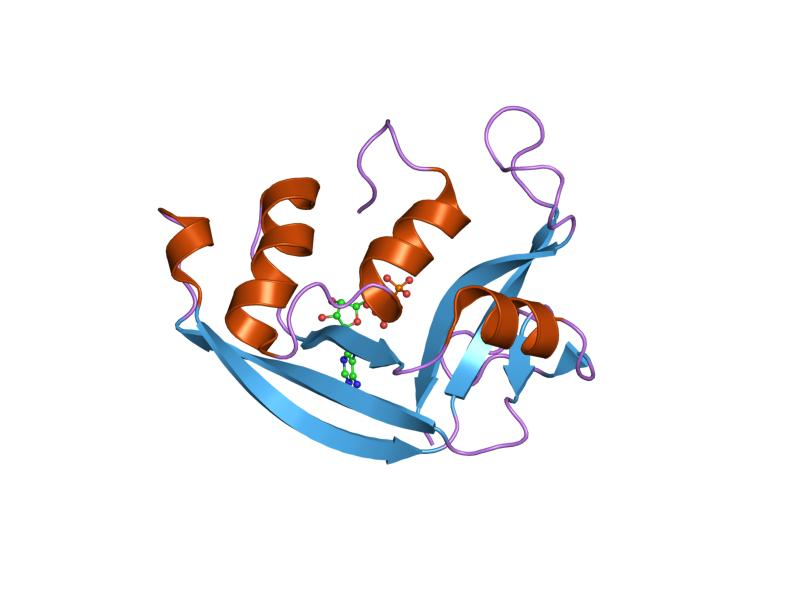
رسم كرتوني لتكوين السم العصبي المشتق من اليوزينيات

بعد التنشيط بواسطة التحفيز المناعي، تفرغ الحمضات لتحرير مجموعة من البروتينات الموجبة الحبيبية السامة لكثير من الأنسجة والقادرة على إحداث تلف الأنسجة. وتشمل:
- البروتين الأساسي الرئيسي
- بروتين حمضي موجب
- بيروكسيداز الحمضات
- سموم عصبية يوزينية[20]

## كثرة الحمضات

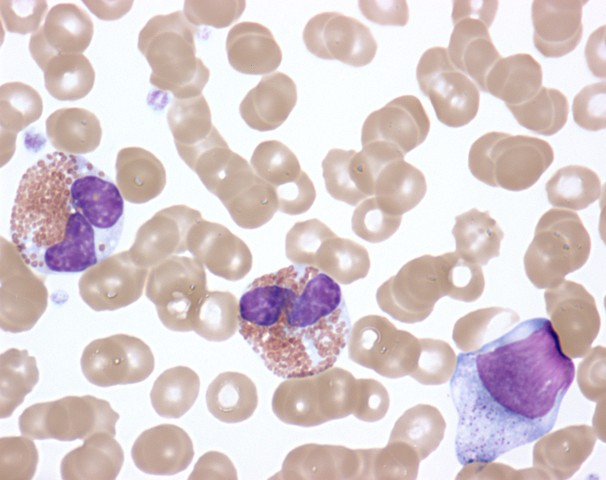
الحمضات المُنشَّطة في الدم المحيطي لمريض مصاب بمتلازمة فرط اليوزينيات مجهول السبب، يظهر السيتوبلازم وخلل التنسج النووي ووجود أشكال غير ناضجة.

كثرة اليوزينيات أو الحمضات هي وجود أكثر من 500 حمضة / ميكروليتر من الدم، ويحدث في الأشخاص الذين يعانون من إصابة طفيلية في الأمعاء وفي أمراض الأوعية الدموية المناعية (مثل التهاب المفاصل الروماتويدي) والذئبة الحمامية الجهازية والأمراض الخبيثة مثل سرطان الدم اليوزيني وفرط اليوزينيات النسيلي ومرض هودجكين (فرط اليوزينيات اللمفية) والتهابات الجلد الخطيرة (مثل التهاب الجلد التقشري). أيضًا في مرض أديسون وغيرها من أسباب انخفاض إنتاج الكورتيكوستيرويد (يثبط الكورتيزون مستويات الحمضات في الدم) وحالات ارتجاع المريء (اتتواجد الحمضات فيها في الظهارة الحرشفية للمريء) والتهاب المريء اليوزيني. ومع استخدام بعض الأدوية مثل البنسلين. ولكن ربما السبب الأكثر شيوعًا لفرط الحمضات هو حالات الحساسية مثل الربو. في عام 1989، تسببت إمدادات L-تريبتوفان الملوثة في شكل قاتل من فرط الحمضات معروف باسم متلازمة الألم العضلي من فرط اليوزينيات.

## العلاج
من العلاجات المستخدمة لمكافحة أمراض المناعة الذاتية الناجمة عن الحمضات:
- الكورتيكوستيرويدات - تعزز موت الخلايا المبرمج. فيتم تقليل أعداد الحمضات في الدم بسرعة
- العلاج بالأجسام المضادة وحيدة النسيلة - على سبيل المثال، ميبوليزوماب أو ريسليزوماب ضد إنترلوكين-5، ويمنع تكون اليوزينيات
- مضادات تخليق ليكوترين أو مستقبلاته
- إماتينيب (STI571) - يثبط عامل النمو المشتق من الصفيحات لفرط اليوزينيات في سرطان الدم

## دراسات الحيوان
داخل الأنسجة الدهنية من الفئران المفتقدة لـ CCR2، هناك عدد متزايد من الحمضات وتنشيط أكبر للبلاعم والنزعة نحو التعبير عن سايتوكين من النوع 2. وعلاوة على ذلك، تمت مبالغة هذا التأثير عندما أصبحت الفئران تعاني من السمنة المفرطة من اتباع نظام غذائي عالي الدهون.

## روابط خارجية
- Bioweb at UWLAX Eosinophil
- Histology at ucsf.edu نسخة محفوظة 15 ديسمبر 2012 at Archive.is
- "What is an eosinophil?" at the Cincinnati Center for Eosinophilic Disorders